# فرودگاه صحرایی فنلند
فرودگاه صحرایی فنلند (به انگلیسی: Fenland Airfield) یک فرودگاه همگانی است که یک باند فرود چمن دارد و طول باند آن ۶۰۰ متر است. این فرودگاه در کشور انگلستان قرار دارد و در ارتفاع ۲ متری از سطح دریا واقع شده است.